# Nhật ký chú bé nhút nhát (sách)
Nhật ký Chú bé Nhút nhát (tiếng Anh: Diary of a Wimpy Kid) là tập sách đầu tiên trong bộ sách 15 tập Nhật ký Chú bé Nhút nhát của nhà văn Jeff Kinney. Nội dung cuốn sách nói về sự đấu tranh của nhân vật chính Greg Heffley tại trường học.
Nhật ký Chú bé Nhút nhát xuất hiện lần đầu năm 2004 trên trang mạng FunBrain.com và đã được đọc hơn 20 triệu lượt. Một bộ phim cùng tên đã được sản xuất vào năm 2010.

## Thực hiện
Năm 2004, trang mạng FunBrain và Jeff Kinney đã phát hành cuốn sách trên mạng, với 217 trang. Cuốn sách đã trở nên nổi tiếng với 20 triệu lượt đọc tới năm 2009. Rất nhiều độc giả trên mạng đã yêu cầu Kinney in cuốn sách, và Jeff đã đồng ý in vào năm 2007. Hiện nay đang có 4 bộ phim được chuyển thể từ bộ sách đình đám với tiêu đề: Diary of wimpy kid: The Movie.

## Nhân vật
- Greg Heffley, nhân vật chính của cuốn sách, cố gắng tìm cách trở nên nổi tiếng ở trường.
- Rodrick Heffley, anh của Greg Heffley, là tay trống cho ban nhạc tự lập Löded Diper ("Những tay cự phách", thường bị trẻ con xung quanh phố gọi là "Bỉm To").
- Rowley Jefferson, bạn thân nhất của Greg Heffley.
- Susan Heffley, mẹ của Greg Heffley.
- Frank Heffley, cha của Greg Heffley.
- Angie Steadman, bạn của Greg Heffley và làm biên tập viên cho báo của trường.
- Chirag Gupta, bạn của Greg Heffley.
- Fregley, người bạn quái gở cùng trường của Greg.
- Patty Farrell, "kẻ thù không đội trời chung" của Greg.
- Manny Heffley, em trai của Greg, và hay gọi Greg là bubby.
- Collin Lee, bạn của Rowley.
- Thầy Malone, Thầy giáo thể dục của Trường trung học Westmore Middle, trường của Greg.
- Thầy Winsky, thầy giáo.
- Ông Jefferson, cha của Rowley.
- Cô Norton, chủ trì cho "Vũ hội mùa Đông".
- Darren Walsh, đứa trẻ đầu tiên có "Cheese Touch" (pho mát thối).
- Holly Hill, người xinh thứ 3 của lớp và đồng thời là crush của Greg Heffley.
- Bryce Anderson, đứa trẻ nổi tiếng nhất tại trường của Greg.